# Héctor Mario Pucciarelli
Héctor Mario Pucciarelli (La Plata, 20 de junio de 1939 - La Plata, 27 de noviembre de 2018) fue un antropólogo argentino dedicado a la investigación y la docencia de la antropología biológica y reconocido por aplicar el método experimental y el método craneofuncional.Fue profesor titular de la Facultad de Ciencias Naturales y Museo de la Universidad Nacional de La Plata y Jefe de la División Antropología del Museo de La Plata.

## Biografía
Héctor Mario Pucciarelli nació y estudió en La Plata. A fines de la década de 1950 comenzó la carrera de Antropología en la Facultad de Ciencias Naturales y Museo (FCNyM), de la Universidad Nacional de La Plata (UNLP). En el año 1967 obtuvo su título de grado y posteriormente inició en la misma institución educativa su carrera de posgrado, dirigido por Lilia Esther Chaves de Azcona y alcanzó el título de Doctor en Ciencias Naturales en 1971. Su tesis doctoral, titulada "Variaciones Craneanas en Grupos Raciales Aborígenes de la República Argentina", obtuvo la máxima calificación Sobresaliente (10) con recomendación de que se publique. Para la década de 1970, era usual utilizar el método comparativo en las investigaciones científicas. A pesar de haber implementado dicho método durante su trabajo de tesis doctoral, Héctor Pucciarelli consideró que presentaba limitaciones que lo incitaron a incorporar el método experimental en los estudios de antropología biológica.

## Trayectoria
La trayectoria de Héctor Pucciarelli dentro del campo de la antropología, y más precisamente de la antropología biológica, incluye contribuciones realizadas a lo largo de más de cuarenta años, tanto en docencia como en investigación.
A mediados de la década de 1960 Pucciarelli empezó a dar clases en las cátedras de Antropología General y Paleoantropología (FCNyM). Luego se desempeñó como Jefe de Trabajos Prácticos en Antropología General y como Profesor Titular de la asignatura Biología Humana. Con el retorno a la democracia en 1983, asumió como Profesor Titular Ordinario de la cátedra Antropología Biológica I, cargo que ocupó hasta 2010, cuando fue reconocido como Profesor Emérito.
Dictó cursos y seminarios de posgrado en la Universidad Nacional de La Plata y en la Universidade de Sâo Paulo orientados hacia el abordaje de la antropología biológica desde una perspectiva evolutiva e interdisciplinaria.
A fines de la década de 1960 obtuvo su Beca de Iniciación a la Actividad Creadora. En el marco de la misma desarrolló, entre 1967 y 1969, el tema "Alteraciones de la Morfología Craneal en Grupos Raciales del Noroeste Argentino por Posible Etiología Genético-Ambiental". Finalizada esa etapa, le fue otorgada la Beca de Perfeccionamiento de la Comisión de Investigaciones Científicas (CIC), cuyo tema de estudio fue "Estudio Experimental Sobre Alteraciones en la Morfología del Neurocráneo" (1970-1972).
En 1983, Pucciarelli obtuvo una Beca Externa de Investigador Formado, para trabajar en el College of Physicians and Surgeons of Columbia University (New York, Estados Unidos), bajo la dirección de Melvin Moss. El tema de la investigación fue "Determinación de Modelos Matemáticos del Crecimiento Craneofacial Normal y Experimentalmente Modificado".
En 1989, desarrolló el tema "Estudio Funcional del Dimorfismo Craneano Sexual en Primates Amazónicos Actuales", en el Museo Paraense Emílio Goeldi (Belém, Brasil) (1989) junto a Walter Neves, con una Beca Especial de Pesquisa para Investigador Visitante. Años después, obtuvo un Auxilio de Investigación de la Fundação de Amparo a Pesquisa do Estado de São Paulo (FAPESP). Así, durante 1994 trabajó en el Instituto de Biociências de la Universidad de São Paulo (Brasil) en el tema "Diversificación Adaptativa en Primates Platirrinos Actuales, en Base a la Diferenciación de sus Componentes Craneanos Funcionales". Asimismo, los datos relevados en este museo dieron lugar a publicaciones sobre Primates más recientes. Cabe destacar que durante su estadía en Brasil Pucciarelli junto a Walter Neves publicaron varios trabajos en los que analizaron las afinidades morfológicas en los cráneos de los grupos humanos americanos tempranos a través de métodos estadísticos multivariados.
En el trascurso del año 2001, Pucciarelli realizó una Pasantía de Investigación, como Investigador Visitante, en el Musée National d'Histoire Naturelle (París, Francia), en el marco del proyecto FOMEC de Antropología.

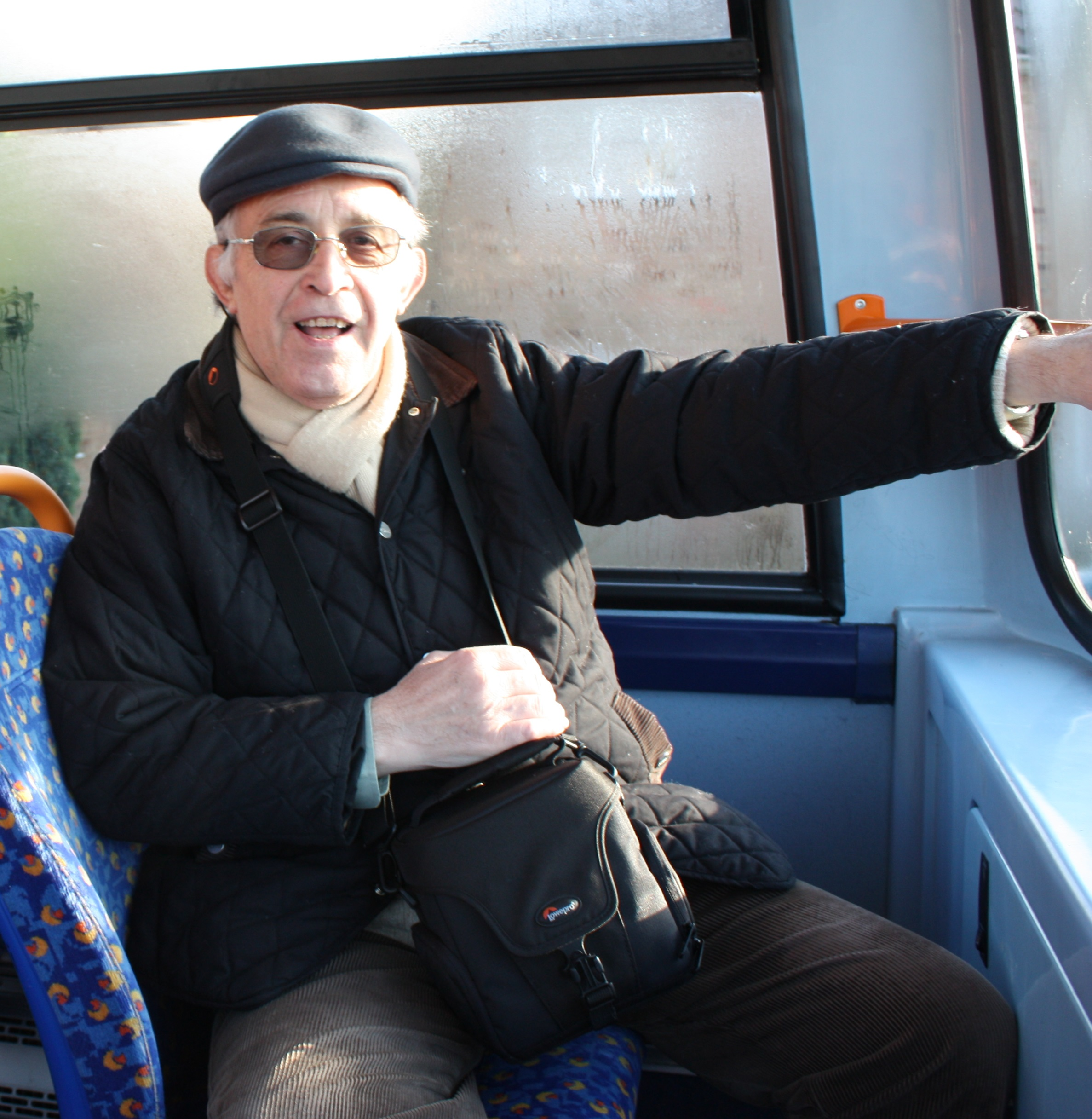
A fines del año 2008 el Dr. Héctor Mario Pucciarelli realizó una estancia en la Universidad de Cambridge (Inglaterra).

Entre los años 1975 y 2010, Héctor Pucciarelli se desempeñó como miembro de la Carrera de Investigador del CONICET. El año 2002 fue reconocido con la máxima categoría de Investigador Superior del CONICET.
Asimismo, contribuyó junto a su amigo y colega Francisco Raúl Carnese a que se creen distintos espacios de interacción, intercambio y divulgación de la antropología biológica latinoamericana, como la Asociación de Antropología Biológica Argentina, la Asociación Latinoamericana de Antropología Biológica y la Revista Argentina de Antropología Biológica (RAAB). En esta última, ocupó el cargo de Editor en Jefe desde su fundación en 1996 hasta el año 2014.

## Cargos
- Profesor Titular de la cátedra de Antropología Biológica I en la licenciatura en Antropología de la UNLP (1983-2010).
- Investigador Superior del CONICET (2002-2010).
- Jefe de la División Antropología del Museo de La Plata (1991-2015).
- Subdirector del Centro de Investigaciones en Genética Básica y Aplicada (CIGEBA). Facultad de Ciencias Veterinarias (actual (IGEVET). Universidad Nacional de La Plata (1991-1999).
- Editor en Jefe de la Revista Argentina de Antropología Biológica (RAAB) (1996-2014).

## Distinciones y premios
Héctor Mario Pucciarelli obtuvo varios reconocimientos a nivel nacional e internacional, tanto por su desempeño como investigador, como así también por su labor docente:
- Premio "Profesor Domingo Mansi", otorgado por la Asociación Rioplatense de Anatomía, por el trabajo: "Variación Proteico-Mineral en Huesos Craneanos, Provocada por Diferentes Niveles de Ingestión Proteico-Calórica". Mar del Plata 1982.
- "Kappa Chapter” Member of the Sigma Xi, The Scientific Research Society. Columbia University. New York 1983-1984.
- Miembro por el Claustro de Profesores al Honorable Consejo Académico de la Facultad de Ciencias Naturales y Museo (UNLP). La Plata 1991-2004.[7]
- Premio "Ernesto Bottini" otorgado por las Sociedades Latinoamericanas de Investigación Pediátrica (SLAIP) de Endocrinología Pediátrica (SLEPT) y de Oncología Pediátrica (SLAOP) por el trabajo: "Determinación de la edad ósea (EO) por el método de Tanner-Whitehouse (TW) II: Confiabilidad del Método 5h". Las Leñas (Mendoza) 1992.
- Presidente de la Asociación de Antropología Biológica Argentina (AABA). La Plata 1993-1996.
- Investigador Adscripto al Área Científica de Antropología y Arqueología del Centro Nacional Patagónico (CENPAT). Consejo Nacional de Investigaciones Científicas y Técnicas (CONICET). 1996.
- Vicepresidente de la Asociación Latinoamericana de Antropología Biológica (ALAB), La Habana (Cuba) 1998-2000 y Ouro Preto (MG, Brasil) 2004-2006.
- Council Member of the International Association of Human Biologists (IAHB), representing Latin America. Sun City (South Africa) 1999-2001.
- Miembro de Honor de la Sociedad Cubana de Antropología Biológica. La Habana (Cuba) 2001.
- Presidente de la Comisión de Investigaciones de la Universidad Nacional de La Plata 2001-2004.[7]
- Profesor Extraordinario en la Categoría de Emérito. Facultad de Ciencias Naturales y Museo. Universidad Nacional de La Plata. La Plata 2010.[7][6]
- Distinción Graduado Ilustre de la Universidad Nacional de La Plata. La Plata 2010.[25][7][23]
- Socio Honorario de la Asociación de Antropología Biológica Argentina. Buenos Aires 2013.[7]

## Artículos y publicaciones
Las contribuciones de Héctor Mario Pucciarelli quedaron plasmadas en numerosos trabajos publicados entre 1971 y 2015.
Entre sus artículos y libros más importantes pueden citarse los siguientes:
- 1971 Variaciones Craneanas en Grupos Raciales Aborígenes de la República Argentina.[5]
- 1973 Experimental technique for cranial deformation in growing rats.[26]
- 1974a El método experimental en Antropología Biológica.[9]
- 1974b The influence of experimental deformation on neurocranial Wormian bones in rats.[27]
- 1978a The influence of experimental deformation on craniofacial development in rats.[28]
- 1978b Effects  of  maternal  food  restriction  during lactation on craniofacial growth in weanling rats.[29]
- 1980 The effects of race, sex, and nutrition on craniofacial differentiation in rats. A multivariate analysis.[30]
- 1983 Effects of protein-calorie malnutrition during suckling and post-weaning periods on discontinuous cranial traits in rats.[31]
- 1987a Studies on orthocephalization: Growth behavior of the rat skull in the period 13–49 days as described by the finite element method.[32]
- 1987b Aplicación del método de los elementos finitos en estudios de diferenciación craneofacial.[14]
- 1987c Effects of pre-weaning undernutrition on 21 day-old male rat skull form as described by the finite element method.[12]
- 1988 Effect of gonadal activity on the cranial dimorphism of the rat. [33]
- 1989a Contribución al concepto de Antropología Biológica.[34]
- 1989b Extra-continental biological relationships of early South American human remains: a multivariate analysis.[18]
- 1990 Changes in skull components of the squirrel monkey evoked by growth and nutrition: An experimental study.[35]
- 1991a Morphological affinities of the first Americans: an exploratory analysis based on early South American human remains.[19]
- 1991b Nutrición y morfogénesis craneofacial. Una contribución de la Antropología Biológica Experimental.[8]
- 1992 Reliability of intrafunctional indices for correcting size in cranial comparisons of New World primates.[16]
- 1993 Sexual dimorphism in schoolchildrem of the Villa IAPI neighborhood (Quilmes, Buenos Aires, Argentina).[36]
- 1997 Cranial growth in Saimiri sciureus (Cebidae) and its alteration by nutritional factors: A longitudinal study.[37]
- 1999 Cranial morphological variation in South America and the colonization of the New World: towards a four migration model?.[38]
- 2002 Relative food intake of rats submitted to a moderate transgenerational undernutrition.[20]
- 2003 Effect of undernutrition on the cranial growth of the rat.[39]
- 2004 Early peopling and evolutionary diversification in America.[40]
- 2005a Late Pleistocene/Holocene craniofacial morphology in Mesoamerican Paleoindians: Implications for the peopling of the New World.[41]
- 2005b Functional-cranial approach to the influence of economic strategy on skull morphology.[42]
- 2006 East-West cranial differentiation in pre-Columbian human populations of South America. [43]
- 2007 Investigaciones antropobiológicas en Argentina, desde la década de 1930 hasta la actualidad.[24]
- 2008a Evolución y diversificación biológica humana desde la perspectiva craneofuncional.[44][45]
- 2008b East-West cranial differentiation in pre-Columbian populations from Central and North America.[46]
- 2014 Convergencia en las proporciones craneanas entre primates del Nuevo y el Viejo Mundo: Un Análisis Craneofuncional.[22]
- 2015a Debates y decisiones políticas en torno de la exhibición de restos humanos en el Museo de La Plata.[47]
- 2015b Early Holocene Human Remains from the Argentinean Pampas: Cranial Variation in South America and the American Peopling.[48]

## Libro homenaje y base de datos craneométricos de libre acceso
Esta publicación, titulada De cómo cruzar fronteras en la ciencia: homenaje a Héctor M. Pucciarelli,recopila en nueve capítulos escritos por colegas y discípulos la diversidad temática abordada por Pucciarelli a lo largo de sus más de cuarenta años como investigador. Asimismo, cabe destacar que este libro incluye en el Anexo 1/Apendix 1 la información para poder interpretar la base de datos craneométricos relevados por Pucciarelli (descripción de las variables medidas, poblaciones estudiadas, en qué instituciones fueron realizadas las mediciones, etc). Dicha base está organizada en: África, América Central, del Norte y del Sur, Asia, Brasil, Europa, Groenlandia, Oceanía y Polinesia, y Homínidos. Tanto el libro como los datos son de libre acceso para nuevos estudios y pueden ser descargados gratuitamente a través de los enlaces que figuran a continuación.